# Malta vid världsmästerskapen i friidrott 2023
Malta tävlade vid världsmästerskapen i friidrott 2023 i Budapest i Ungern mellan den 19 och 27 augusti 2023.

## Resultat
Maltas trupp bestod av en idrottare.

### Damer
Gång- och löpgrenar
| Idrottare     | Gren      | Försöksheat | Försöksheat | Semifinal        | Semifinal        | Final            | Final            |
| Idrottare     | Gren      | Resultat    | Placering   | Resultat         | Placering        | Resultat         | Placering        |
| ------------- | --------- | ----------- | ----------- | ---------------- | ---------------- | ---------------- | ---------------- |
| Janet Richard | 400 meter | 54,50       | 8           | Gick inte vidare | Gick inte vidare | Gick inte vidare | Gick inte vidare |